# Heterogynis penella
Heterogynis penella là một loài bướm đêm thuộc họ Heterogynidae. Loài này có ở Mediterranean region and miền nam Alps. In central Europe, it được tìm thấy ở Elsass.
Sải cánh dài 24–27 mm. Con trưởng thành bay vào tháng 6 in one generation per year.
The larvae are known to feed on Genista pilosa, but have also been reared on Lotus corniculatus.
Con đực đạt khoảng một nửa của con cái. Các ấu trùng đực bắt đầu sớm xe một cái kén màu trắng. Nhộng cái có màu vàng với các sọc màu xám ở mặt trước và màu nâu sáng ở cuối.